# Newton of Ardtoe
Newton of Ardtoe is een dorp in de Schotse lieutenancy Inverness in het raadsgebied Highland.